# Cupul

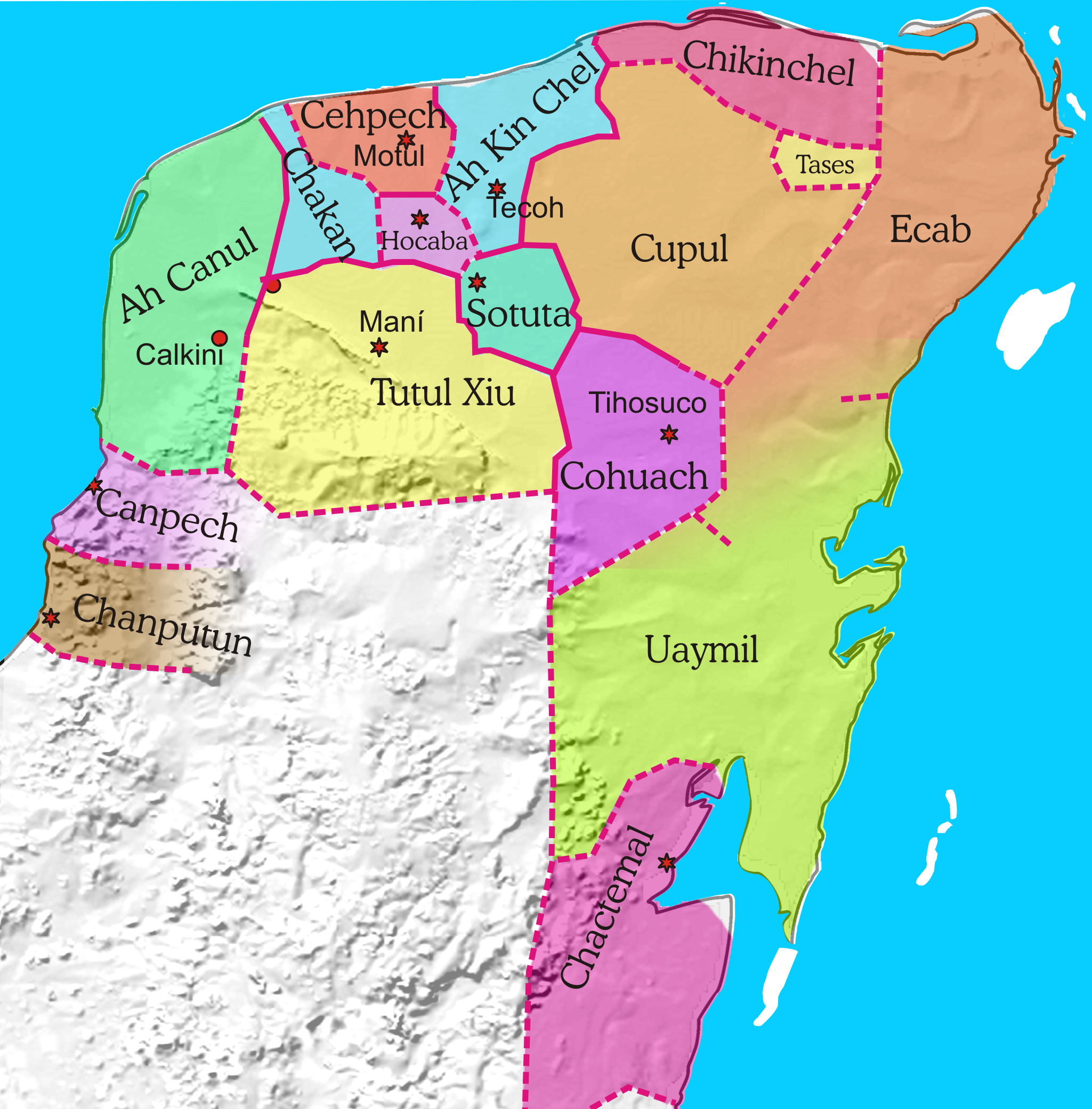
Politische Gliederung Yucatáns um 1500

Cupul war ein Fürstentum (Mayathan: cuchcabal) der Maya auf Yucatán während der Postklassik, das bis in die Zeit der Konquista Bestand hatte.

## Beschreibung und Geschichte
Die Jurisdiktion Cupul entlehnte ihre Bezeichnung von der gleichnamigen Herrscherfamilie. Diese wird mit den Maya-Tolteken in Zusammenhang gebracht, da bei ihnen Náhuatl-Namen überwiegen. Die Wurzel der Familie lassen sich bis nach Chichén Itzá zurückverfolgen, unklar hingegen ist, ob sie der Liga von Mayapán angehörten, was jedoch anzunehmen ist. Die Provinz hat ihren Ursprung also spätestens mit dem Fall Chichén Itzás oder nach dem Fall Mayapáns. Cupul hatte im 16. Jahrhundert keine Zentralgewalt, wurde also nicht durch einen Halach Huinik regiert, wie etwa die befreundeten Nachbarfürstentümer Cochuah, Sotuta oder das verfeindete Ah Kin Chel. Im Krieg lag die gesamte militärische Befehlsgewalt jedoch dennoch bei einem Nacom. Von den etwa 35 größeren Orten in Cupul stellte die namensstiftende Familie in ca. 15 den Batab. Dies war in Friedenszeiten das höchste weltliche Amt und entsprach einem Stadtfürsten oder Ortsgouverneur. Cupul war eines der größten Mayafürstentümer und auch das einwohnerreichste. Im Norden grenzte es an Chikinchel, Tases und Ecab, die ebenfalls nur durch Batabs regiert wurden. Mit den erstgenannten herrschte Krieg, während Cupul mit Ecab mindestens zeitweise kooperierte. Im Westen reichte das Herrschaftsgebiet möglicherweise bis Cobá. Die Cupul werden auch mit der Neugründung von Bacalar, dem Hauptort des späteren Fürstentums Uaymil, und weiteren Ortsgründungen auf der Insel Cozumel in Verbindung gebracht.
Bedeutende Orte in Cupul waren Calotmul, Cenotillo, Chemax, Chichimila, Cucumul, Cuncunul, Dzitas, Dzitnub, Ebtún, Ek Balam, Espita, Kaua, Kikil, Kunuku, Nabalam, Panabá, Piste, Pixoy, Pocboch, Popola, Sodzil, Sucila, Sucopo, Tahcabo, Tahmuy, Tekom, Temozón, Tesoco, Tikuch, Tinum, Tixbaca, Tixcacalcupul, Tixualahtun, Tizimín, Tsonot, Tunkas, Uayma, Xocen, Xocenpich und Yalcoba.

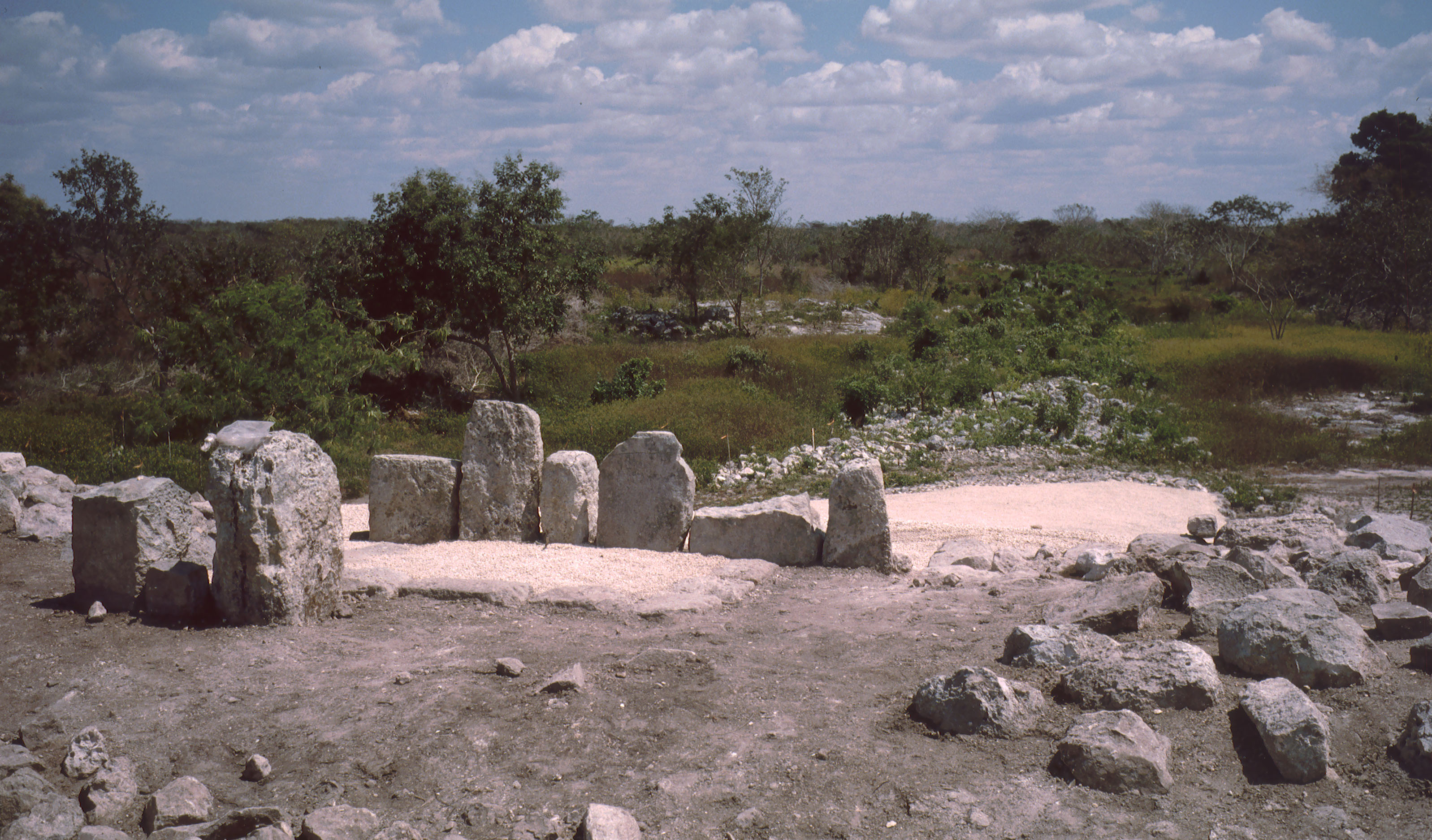
Der Beginn des Sacbé nach Cobá in Yaxuná

Neben der bedeutenden Ruinenstätte Ek Balam, die noch nach der spanischen Eroberung bewohnt war, befand sich auch Chichén Itzá auf dem Territorium Cupul. Auch dort wurden bis in die spanische Zeit bedeutende religiöse Rituale abgehalten, die sonst verlassene Metropole war ein überregionales Wallfahrtszentrum. Darüber hinaus verlief quer durch Cupul die längste und aufwändigste Sacbé Yucatáns, sie verband Cobá mit Yaxuná.
Während der Aufstände gegen die Kolonialisierung und Christianisierung nahm Cupul eine führende Rolle ein und koalierte mit Souta, Cochuah und Ecab, war weiterhin ein wichtiger Verbündeter Nachi Cocoms. Naabon Cupul, Nacon der Cupul fiel 1531 gegen Montejo. Im gesamten 16. Jahrhundert hatten die Spanier Schwierigkeiten ihre Herrschaft zu etablieren, durchzusetzen und aufrechtzuerhalten. Erst das 1545 gegründete Valladolid konnte den Spaniern eine dauerhafte Basis bieten. Dennoch begannen die Cupul-Maya noch 1546 einen erneuten Aufstand gegen die Spanier und nannten sich später sogar die „unbesiegbaren Cupul“, da sie militärisch nie bezwungen wurden.
Davon unberührt konnten Angehörige indigener Adelsfamilien, wie auch in den meisten anderen Mayastädten auf Yucatán, auch nach der Eroberung und Christianisierung häufig weiterhin führende Positionen besetzen. So werden unter den Kaziken und Ortsgouverneuren der Jahre 1562 bis 1656 zahlreiche Repräsentanten der alten Elite genannt.